# Daniela Merighetti
Daniela Merighetti detta Dada (Brescia, 5 luglio 1981) è un'ex sciatrice alpina italiana.
 È cugina di Nicoletta Merighetti, a sua volta ex sciatrice alpina.

## Biografia

### Carriera sciistica

#### Stagioni 1997-2009
La Merighetti, attiva in gare FIS dal marzo del 1997, ha esordito in Coppa Europa il 7 febbraio 1998 a Nova Levante/Castelrotto in supergigante (67ª) e in Coppa del Mondo il 9 dicembre 2000 a Sestriere in slalom gigante, senza completare la prova. Ha ottenuto il suo primo podio in Coppa Europa nello slalom speciale di La Molina del 7 febbraio 2003 (3ª) e in Coppa del Mondo il 6 marzo 2003, con una grande rimonta nella seconda manche (era 29ª dopo la prima) che l'ha portata al 2º posto nello slalom gigante di Åre.
L'anno dopo ha preso parte ai XX Giochi olimpici invernali di Torino 2006, sua prima presenza olimpica, classificandosi 32ª nella discesa libera e non completando le prove di slalom speciale e di combinata. Nella stagione 2006-2007 sono emerse le sue doti di discesista, con diversi piazzamenti nelle prime dieci; ai Mondiali di quella stagione a Åre, suo esordio iridato, è stata 17ª nella discesa libera e 15ª nella supercombinata, mentre ai Mondiali di Val-d'Isère 2009 è stata 16ª nella discesa libera e non ha concluso il supergigante ela supercombinata.

#### Stagioni 2010-2016
Ai XXI Giochi olimpici invernali di Vancouver 2010 non ha concluso né la discesa libera, né il supergigante né la supercombinata; ai Mondiali di Garmisch-Partenkirchen 2011 si è classificata 7ª nella discesa libera, 9ª nel supergigante e non ha concluso la supercombinata. Il 14 gennaio 2012 si è aggiudicata la sua unica vittoria in Coppa del Mondo in carriera, nella discesa libera di Cortina d'Ampezzo precedendo Lindsey Vonn e Maria Riesch; l'anno dopo ai Mondiali di Schladming è stata 7ª nel supergigante, mentre in discesa libera e in supercombinata non ha concluso la prova.
Il 13 gennaio 2014 a Innerkrems in supergigante è salita per l'ultima volta sul podio in Coppa Europa (3ª). Presente ai XXII Giochi olimpici invernali di Soči 2014, nella discesa libera ha ottenuto il 4º posto e non ha concluso le prove di supergigante e di supercombinata; l'anno dopo, ai Mondiali di Vail/Beaver Creek 2015, si è piazzata all'8º posto nella discesa libera e non ha completato il supergigante. Il 20 febbraio 2016 ha ottenuto a La Thuile in discesa libera il suo ultimo podio in Coppa del Mondo (3ª) e si è ritirata al termine di quella stagione 2015-2016; la sua ultima gara in carriera è stata la discesa libera di Coppa del Mondo disputata a Sankt Moritz il 16 marzo durante la quale, in seguito a una caduta, si è rotta il legamento crociato del ginocchio destro.

### Altre attività
Dopo il ritiro è divenuta commentatrice sportiva dello sci alpino per la rete televisiva Eurosport.

## Bilancio della carriera
La carriera di Daniela Merighetti, tesserata per il gruppo sportivo Fiamme gialle, è stata segnata da molti infortuni: nel 1996 si è fratturata la tibia sinistra, nel 1998 si è rotta il legamento crociato anteriore sinistro, nel 2001 e nel 2003 il legamento crociato anteriore destro. Proprio questa serie di guai fisici l'ha fatta evolvere tecnicamente: inizialmente specializzata nello slalom speciale, si è man mano adattata alle prove veloci, risultando una delle migliori discesiste della squadra azzurra negli anni duemila.

## Palmarès

### Coppa del Mondo
- Miglior piazzamento in classifica generale: 15ª nel 2012
- 6 podi:
  - 1 vittoria (in discesa libera)
  - 2 secondi posti
  - 3 terzi posti

#### Coppa del Mondo - vittorie
| Data            | Località          | Paese  | Specialità |
| --------------- | ----------------- | ------ | ---------- |
| 14 gennaio 2012 | Cortina d'Ampezzo | Italia | DH         |

Legenda:

DH = discesa libera

#### Coppa del Mondo - gare a squadre
- 3 podi:
  - 1 vittoria
  - 1 secondo posto
  - 1 terzo posto

### Coppa Europa
- Miglior piazzamento in classifica generale: 47ª nel 2003
- 3 podi:
  - 3 terzi posti

### Campionati italiani
- 12 medaglie[6][7]:
  - 7 ori (combinata nel 2005; supercombinata nel 2008; discesa libera, supergigante, combinata nel 2009; supergigante nel 2012; discesa libera nel 2013)
  - 3 argenti (slalom gigante nel 2002; combinata nel 2003; discesa libera nel 2014)
  - 2 bronzi (slalom speciale nel 2003; slalom speciale nel 2005)